# Ágape Amor Divino
Ágape Amor Divino é um álbum ao vivo do Padre Marcelo Rossi, lançado em CD e DVD em 2012. É o décimo primeiro álbum do sacerdote e cantor.
Gravado no Santuário Theotókos Mãe de Deus, em São Paulo, no dia 20 de maio de 2012, o novo projeto é derivado do álbum Ágape Musical (2011), que vendeu mais de dois milhões de cópias. Participam como convidados Belo, Alexandre Pires, Xuxa, Padre Fábio de Melo, Eugênio Jorge e o maestro João Carlos Martins, além da Orquestra Sinfônica de Heliópolis.
No material extra do DVD, além do making-of, também foram incluídos trechos da missa de inauguração do santuário, ocorrida no mesmo dia.

## Faixas

### CD
1. Hino Nacional Brasileiro (participação de João Carlos Martins)
2. Ave Maria (participação da Orquestra Sinfônica de Heliópolis)
3. O Bom Pastor (oração)
4. Meu Mestre
5. Âncora do Amor
6. Hoje Livre Sou (participação de Belo)
7. Força e Vitória (participação de Belo)
8. Deus é Mais (participação de Eugênio Jorge)
9. Amar Como Jesus Amou
10. Bem-Aventuranças (participação de Xuxa)
11. Sonda-Me (participação de Alexandre Pires)
12. Te Louvarei (Draw Me Close)
13. Filho do Céu (participação do Padre Fábio de Melo)
14. Incendeia Minha Alma (participação do Padre Fábio de Melo)
15. O Meu Lugar é O Céu
16. Maria Passa na Frente (oração)
17. Aleluia

### DVD
1. Ave Maria (participação da Orquestra Sinfônica de Heliópolis)
2. Hino Nacional Brasileiro (participação de João Carlos Martins)
3. O Bom Pastor (oração)
4. Meu Mestre
5. Âncora do Amor
6. Hoje Livre Sou (participação de Belo)
7. Força e Vitória (participação de Belo)
8. Eu Te Amo Tanto
9. Misericórdia
10. Deus é Mais (participação de Eugênio Jorge)
11. Maria de Nazaré
12. Amar Como Jesus Amou
13. Bem-Aventuranças (participação de Xuxa)
14. Sou Teu Anjo
15. Levanta e Anda
16. Sonda-Me (participação de Alexandre Pires)
17. Rio de Águas Vivas
18. Te Louvarei (Draw Me Close)
19. Faz Um Milagre em Mim
20. Filho do Céu (participação do Padre Fábio de Melo)
21. Incendeia Minha Alma (participação do Padre Fábio de Melo)
22. O Meu Lugar é O Céu
23. Maria da Minha Infância
24. Maria Passa na Frente (oração)
25. Happy Birthday To You (homenagem ao aniversário de 45 anos do Padre Marcelo Rossi, ocorrido no dia da gravação)

## Músicos participantes
- Tutuca Borba: teclados e arranjos
- Renato Fonseca: piano acústico
- Luiz Gustavo Garcia: baixo
- Vinícius Rosa: guitarra e violão
- Juliano Cortuah: guitarra, violão e vocais
- Maguinho Alcântara: bateria
- Luiz Rabello: percussão
- Zé Canuto: sax-alto, sax-soprano e flauta

### Participações especiais
- João Carlos Martins: piano no "Hino Nacional Brasileiro"
- Orquestra Sinfônica de Heliópolis e Coral Infanto-Juvenil, com regência do maestro Edilson Venturelli
- Belo em "Hoje Livre Sou" e "Força e Vitória"
- Eugênio Jorge em "Deus é Mais"
- Xuxa em "Bem Aventuranças"
- Alexandre Pires em "Sonda-Me"
- Padre Fábio de Melo em "Filho do Céu" e "Incendeia Minha Alma"